# Sinfonia n.º 103 (Haydn)
A Sinfonia nº 103, em mi bemol maior, é a décima primeira dentre as chamadas Sinfonias Londrinas escritas por Joseph Haydn. Essa sinfonia é conhecida como O Rufar dos Tambores, devido ao longo rulo nos tímpanos que inicia a peça.

## Composição e estreia
A sinfonia foi a penúltima composta para ser tocada na Inglaterra durante as duas estadas de Haydn naquele país (1791–1792, 1794–1795).  
A música de Haydn era bem conhecida na Inglaterra antes da chegada do compositor e o público britânico já havia expressado o desejo de uma visita sua. A recepção de Haydn na Inglaterra foi muito entusiasmada e as visitas ao país foram alguns de seus períodos mais frutíferos como compositor. Haydn compôs esta sinfonia quando vivia em Londres entre 1794 e 1795.
A estreia aconteceu em 2 de Março de 1795, como parte de uma série de concertos no King's Theatre. A orquestra era particularmente grande para a época, compondo-se de aproximadamente 60 músicos. A regência foi dividida entre Giovanni Battista Viotti e o próprio Haydn, que, sentou-se ao fortepiano. 
Posteriormente, Haydn tocou a peça em Viena e para isso fez um pequeno corte no último movimento, que geralmente é respeitado pelos regentes atuais.
Desde a estréia, a composição é uma das mais aclamadas entre as sinfonias de Haydn. É tocada e gravada com frequencia na atualiade. Em 1831, Richard Wagner arranjou-a para piano 

## Instrumentação
A peça é escrita para 2 flautas, 2 oboés, 2 clarinetes, 2 fagotes, 2 trompas, 2 trompetes, tímpanos e cordas.